# Leichtathletik-Weltmeisterschaften 2005/Diskuswurf der Männer

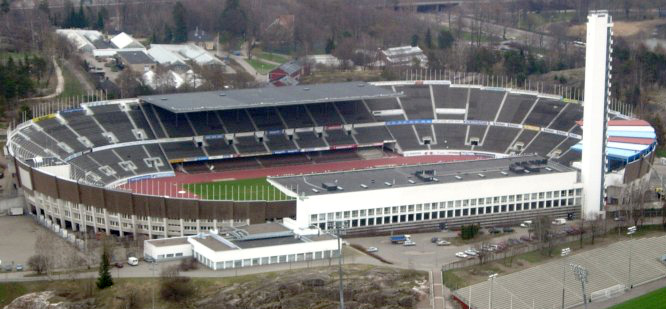
Das Olympiastadion in Helsinki im Mai 2005

Der Diskuswurf der Männer bei den Leichtathletik-Weltmeisterschaften 2005 wurde am 6. und 7. August 2005 im Olympiastadion der finnischen Hauptstadt Helsinki ausgetragen.
Weltmeister wurde der zweifache Olympiasieger (2000/2004) und Titelverteidiger Virgilijus Alekna aus Litauen. Er hatte außerdem 1997 und 2001 jeweils WM-Silber, 2002 EM-Silber und 1998 EM-Bronze gewonnen.

Als Vizeweltmeister durfte der Este Gerd Kanter seinen ersten großen Erfolg bei einer internationalen Meisterschaft feiern.

Der Deutsche Michael Möllenbeck errang wie schon bei den Weltmeisterschaften 2001 und den Europameisterschaften 2002 die Bronzemedaille.

## Rekorde

### Bestehende Rekorde
| Weltrekord | 74,08 m | Jürgen Schult | Neubrandenburg, DDR (heute Deutschland) | 6. Juni 1986   |
| WM-Rekord  | 69,72 m | Lars Riedel   | WM 2001 in Edmonton, Kanada             | 8. August 2001 |

### Rekordverbesserung
Weltmeister Virgilijus Alekna aus Litauen verbesserte den bestehenden WM-Rekord im Finale am 7. August mit seinem letzten Versuch um 45 Zentimeter auf 70,17 m. Damit war er der erste Diskuswerfer, der bei Weltmeisterschaften die 70-Meter-Marke übertraf.

## Legende
Kurze Übersicht zur Bedeutung der Symbolik – so üblicherweise auch in sonstigen Veröffentlichungen verwendet:
| – | verzichtet |
| x | ungültig   |

## Qualifikation
26 Teilnehmer traten in zwei Gruppen zur Qualifikationsrunde an. Die Qualifikationsweite für den direkten Finaleinzug betrug 63,50 m. Zehn Athleten übertrafen diese Marke (hellblau unterlegt). Das Finalfeld wurde mit den beiden nächstplatzierten Sportlern auf zwölf Werfer aufgefüllt (hellgrün unterlegt). So mussten schließlich 62,72 m für die Finalteilnahme erbracht werden.

### Gruppe A

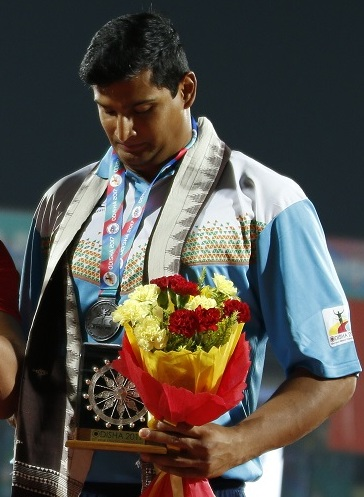
Vikas Gowda schied mit 62,04 m aus

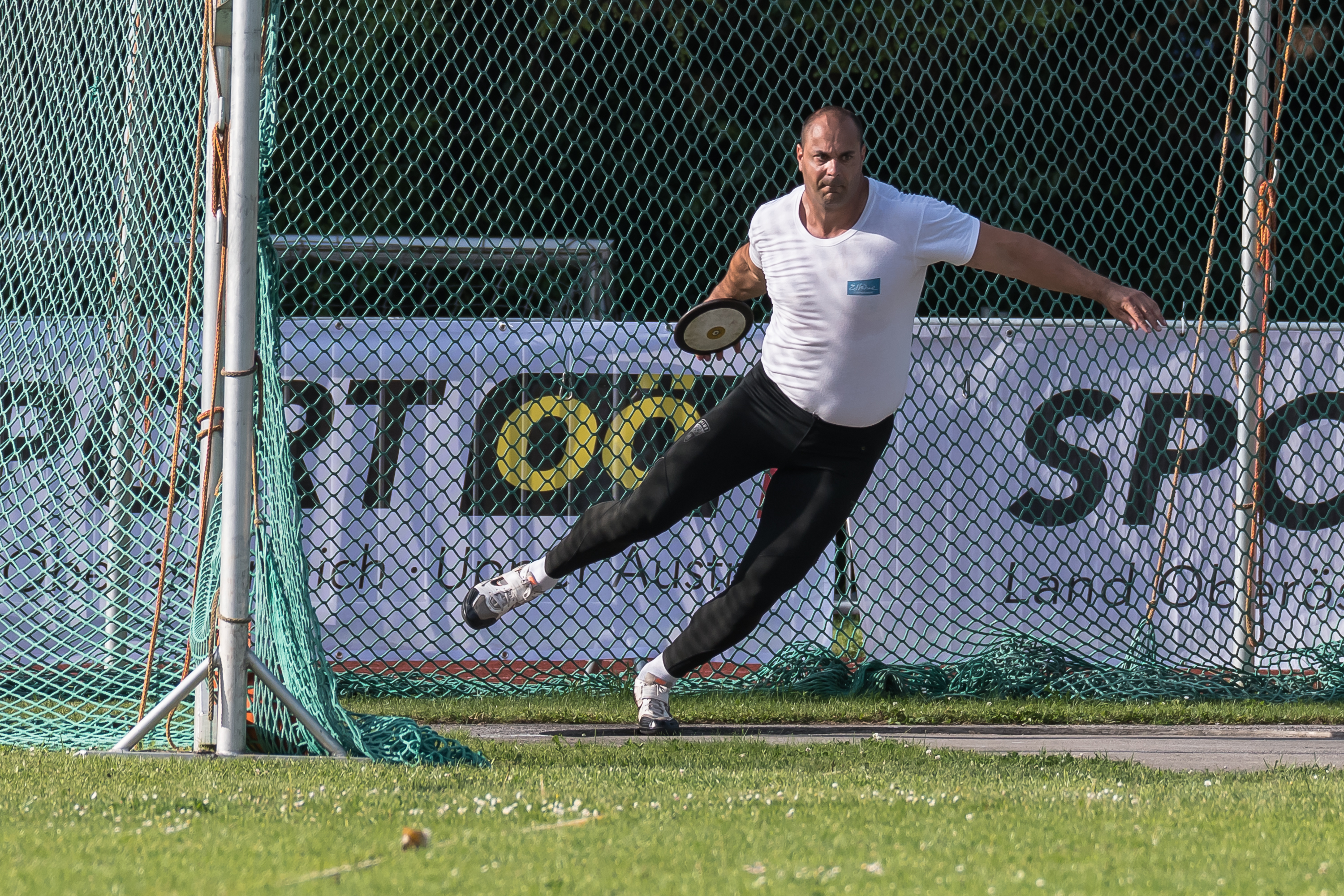
Roland Vargas 61,94 m reichten nicht für die Finalteilnahme

6. August 2005, 18:20 Uhr
| Platz | Name                    | Nation      | Resultat (m) | 1. Versuch (m) | 2. Versuch (m) | 3. Versuch (m) |
| 1     | Gerd Kanter             | Estland     | 65,76        | x              | 65,76          | –              |
| 2     | Jason Tunks             | Kanada      | 64,02        | 61,98          | 64,02          | –              |
| 3     | Michael Möllenbeck      | Deutschland | 63,71        | 62,03          | 63,71          | –              |
| 4     | Frantz Kruger           | Südafrika   | 63,44        | 61,89          | 61,24          | 63,44          |
| 5     | Jarred Rome             | USA         | 62,72        | 61,50          | 61,92          | 62,72          |
| 6     | Carl Brown              | USA         | 61,91        | x              | 61,91          | 60,34          |
| 7     | Bogdan Pischtschalnikow | Russland    | 61,17        | x              | 60,87          | 61,17          |
| 8     | Jo Van Daele            | Belgien     | 61,12        | x              | 61,12          | 60,76          |
| 9     | Wassil Kapzjuch         | Belarus     | 61,04        | 59,51          | 59,13          | 61,04          |
| 10    | Jennifer Frank Casañas  | Kuba        | 60,94        | x              | 60,94          | x              |
| 11    | Jorge Balliengo         | Spanien     | 60,40        | 60,40          | x              | x              |
| 12    | Abbas Samimi            | Iran        | 60,25        | 59,21          | x              | 60,25          |
| 13    | Gábor Máté              | Ungarn      | 58,97        | 58,97          | x              | x              |
| DNS   | Rutger Smith            | Niederlande |              |                |                |                |

### Gruppe B
6. August 2005, 19:50 Uhr
| Platz | Name               | Nation              | Resultat (m) | 1. Versuch (m) | 2. Versuch (m) | 3. Versuch (m) |
| 1     | Virgilijus Alekna  | Litauen             | 68,79        | 68,79          | –              | –              |
| 2     | Lars Riedel        | Deutschland         | 66,22        | 66,22          | –              | –              |
| 3     | Mario Pestano      | Spanien             | 65,04        | 61,10          | 65,04          | –              |
| 4     | Andrzej Krawczyk   | Polen               | 64,51        | 59,31          | 59,60          | 64,51          |
| 5     | Zoltán Kővágó      | Ungarn              | 64,30        | 64,83          | 64,30          | –              |
| 6     | Ian Waltz          | USA                 | 64,30        | 64,30          | –              | –              |
| 7     | Aleksander Tammert | Estland             | 64,02        | 64,02          | –              | –              |
| 8     | Libor Malina       | Tschechien          | 62,41        | x              | 60,72          | 62,41          |
| 9     | Vikas Gowda        | Indien              | 62,04        | 61,66          | 62,04          | 61,90          |
| 10    | Roland Varga       | Ungarn              | 61,94        | 61,94          | 61,65          | 61,77          |
| 11    | Wu Tao             | Volksrepublik China | 61,75        | 61,75          | x              | 57,54          |
| 12    | Gaute Myklebust    | Norwegen            | 60,00        | 59,98          | 60,00          | 59,75          |
| 13    | Timo Tompuri       | Finnland            | 59,11        | x              | x              | 59,11          |

## Finale
7. August 2005, 18:40 Uhr
| Platz | Name               | Nation      | Resultat (m) | 1. Versuch (m) | 2. Versuch (m) | 3. Versuch (m) | 4. Versuch (m)                         | 5. Versuch (m)                         | 6. Versuch (m)                         |
| 1     | Virgilijus Alekna  | Litauen     | 70,17 CR     | 63,93          | 67,90          | 68,10          | 66,75                                  | x                                      | 70,17                                  |
| 2     | Gerd Kanter        | Estland     | 68,57        | x              | 64,69          | 65,10          | 68,57                                  | 65,33                                  | 62,64                                  |
| 3     | Michael Möllenbeck | Deutschland | 65,95        | x              | 65,24          | 64,99          | 65,95                                  | x                                      | –                                      |
| 4     | Aleksander Tammert | Estland     | 64,84        | 62,28          | 63,59          | 63,18          | 64,18                                  | 63,50                                  | 64,84                                  |
| 5     | Ian Waltz          | USA         | 64,27        | 62,88          | 64,05          | x              | x                                      | 64,27                                  | 64,02                                  |
| 6     | Frantz Kruger      | Südafrika   | 64,23        | 63,19          | 61.47          | 60,92          | 63,64                                  | 64,23                                  | x                                      |
| 7     | Jarred Rome        | USA         | 64,22        | 64,22          | 61,84          | x              | 62,64                                  | 63,68                                  | x                                      |
| 8     | Jason Tunks        | Kanada      | 63,77        | 63,39          | 63,77          | x              | x                                      | x                                      | x                                      |
| 9     | Lars Riedel        | Deutschland | 63,05        | 63,05          | x              | 62,47          | nicht im Finale der besten acht Werfer | nicht im Finale der besten acht Werfer | nicht im Finale der besten acht Werfer |
| 10    | Zoltán Kővágó      | Ungarn      | 62,94        | 62,94          | 62,68          | 59,61          | nicht im Finale der besten acht Werfer | nicht im Finale der besten acht Werfer | nicht im Finale der besten acht Werfer |
| 11    | Mario Pestano      | Spanien     | 62,75        | 62,75          | 60,32          | x              | nicht im Finale der besten acht Werfer | nicht im Finale der besten acht Werfer | nicht im Finale der besten acht Werfer |
| 12    | Andrzej Krawczyk   | Polen       | 62,71        | 59,58          | 61,00          | 62,71          | nicht im Finale der besten acht Werfer | nicht im Finale der besten acht Werfer | nicht im Finale der besten acht Werfer |

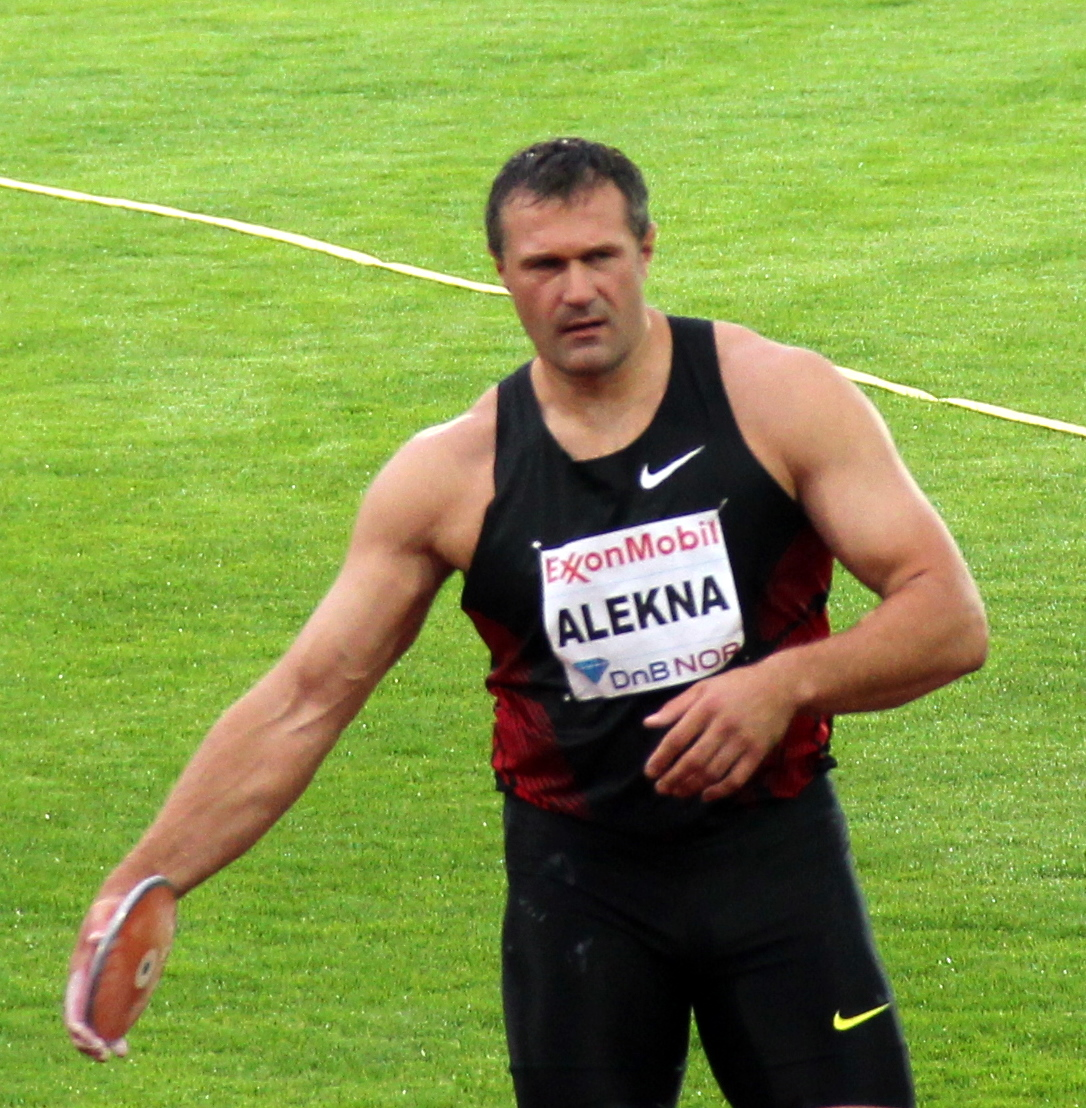
Zweiter WM-Titel für den zweifachen Olympiasieger (2000/2004) Virgilijus Alekna
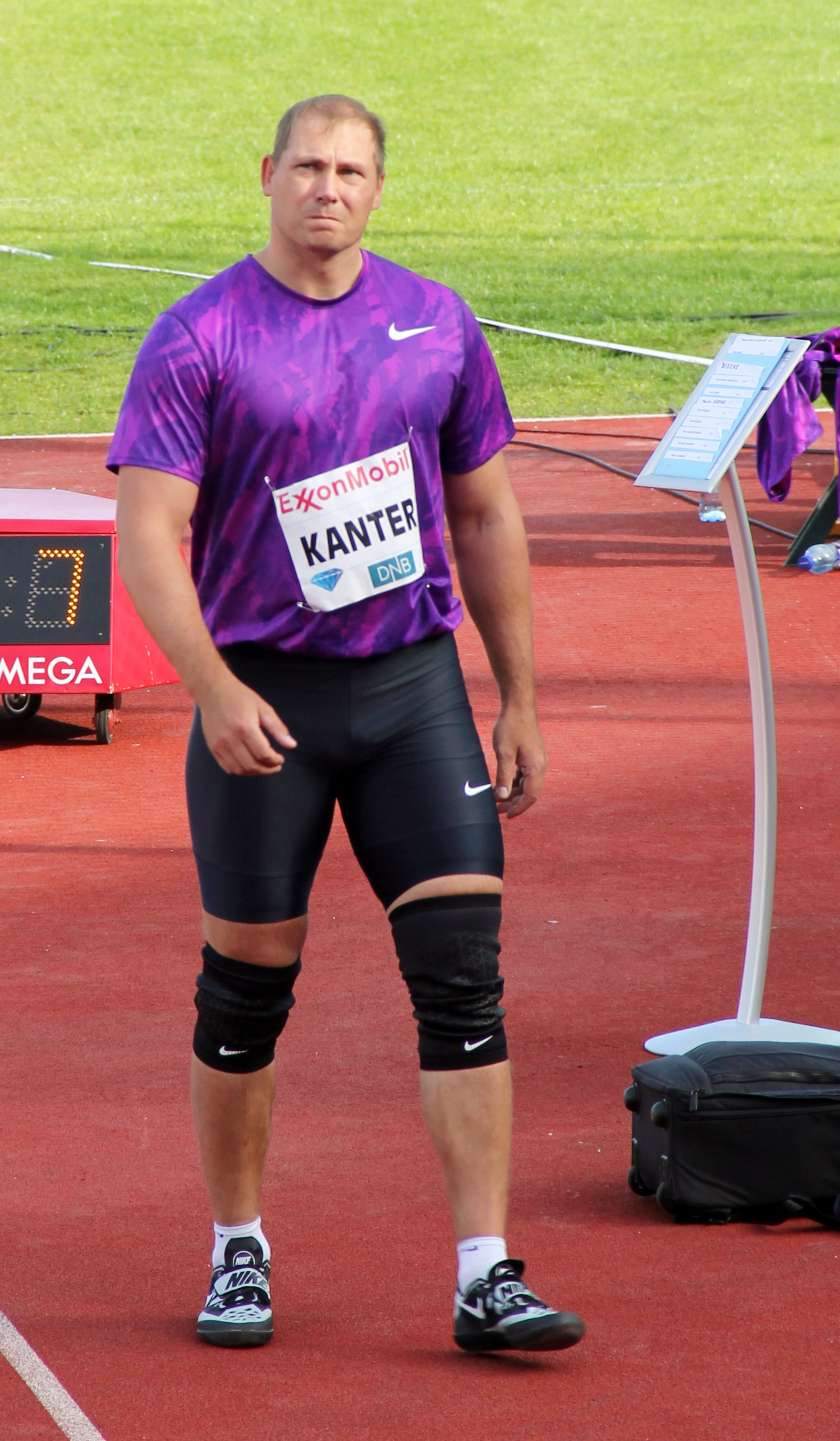
Vizeweltmeister Gerd Kanter
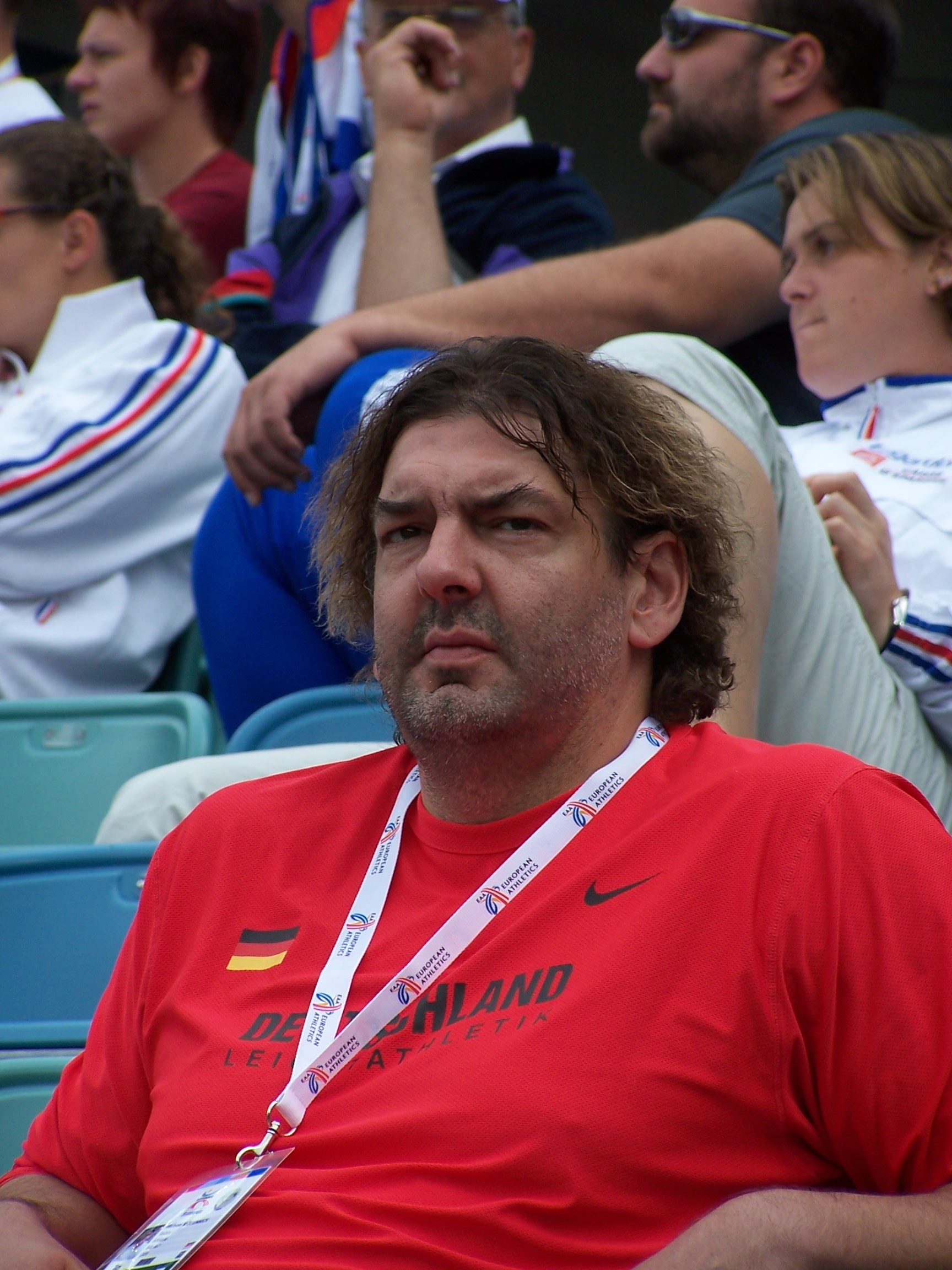
Bronzemedaillengewinner Michael Möllenbeck war bereits zweimal Dritter bei großen internationalen Meisterschaften (WM 2001 und EM 2002)
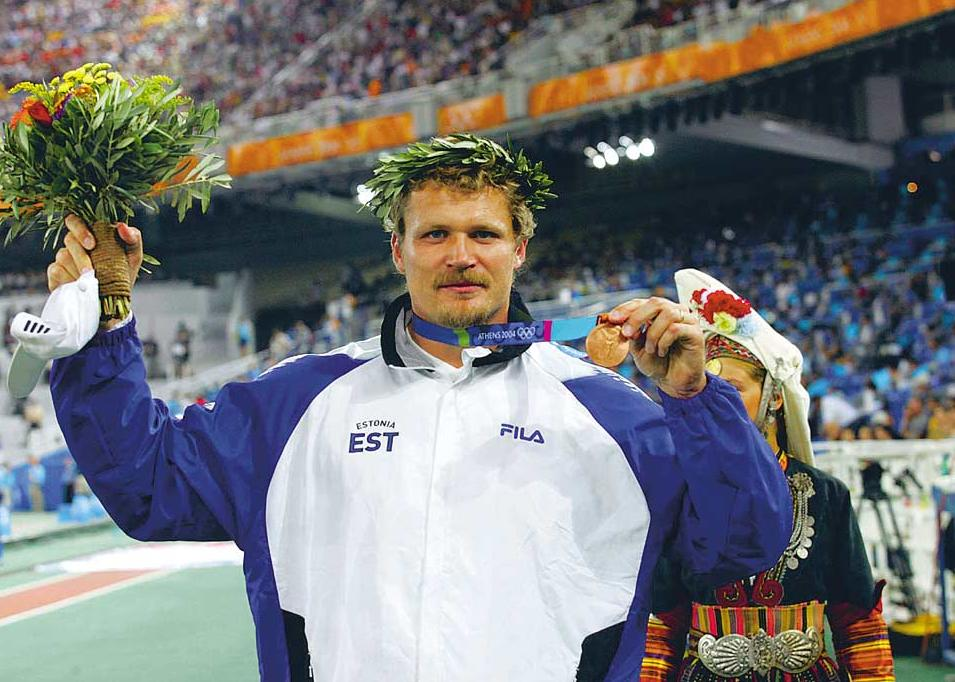
Aleksander Tammert (hier im Jahr 2007 bei der nachträglichen Überreichung von Olympiabronze für 2004) kam auf den vierten Platz
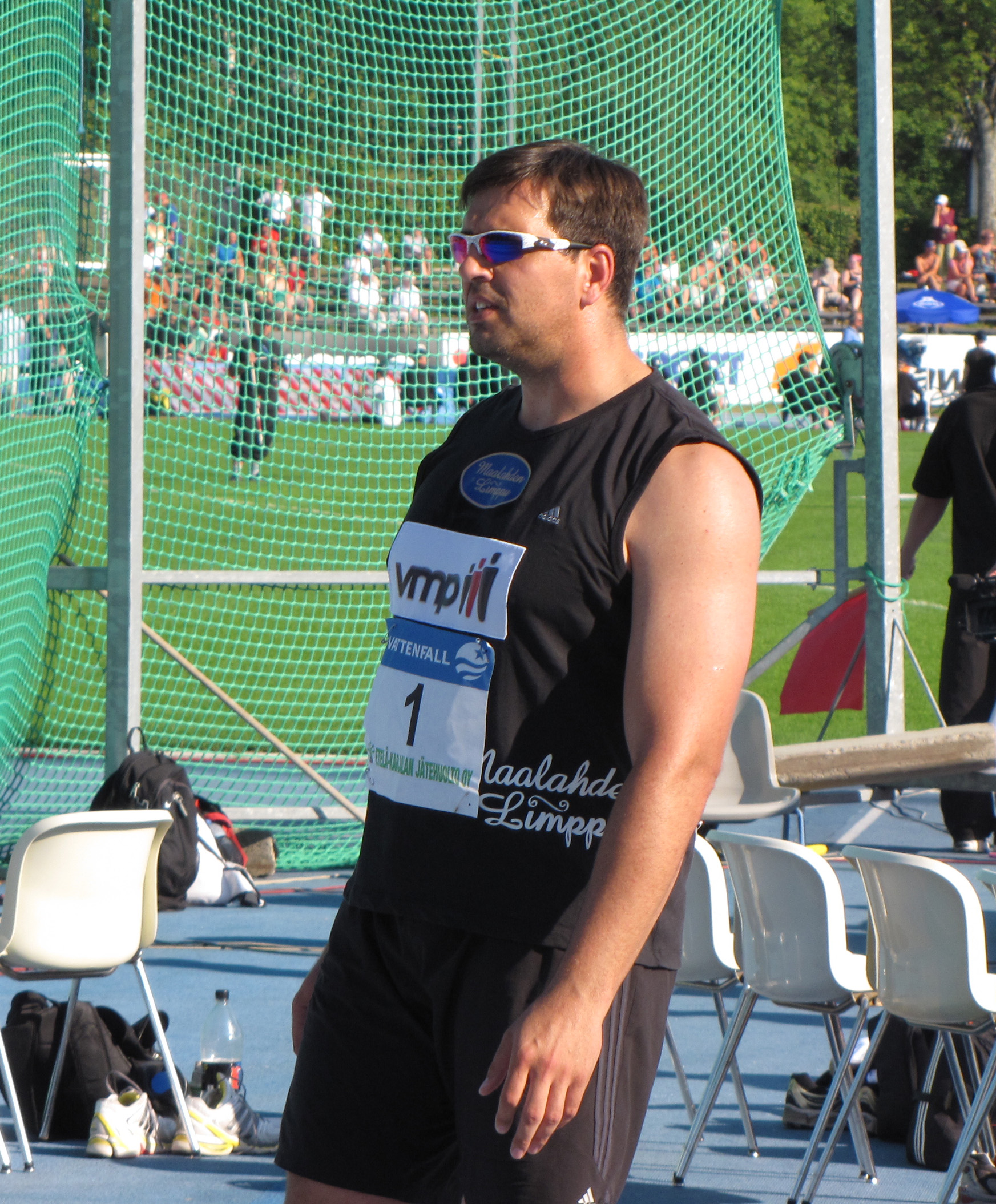
Frantz Kruger erreichte Platz sechs
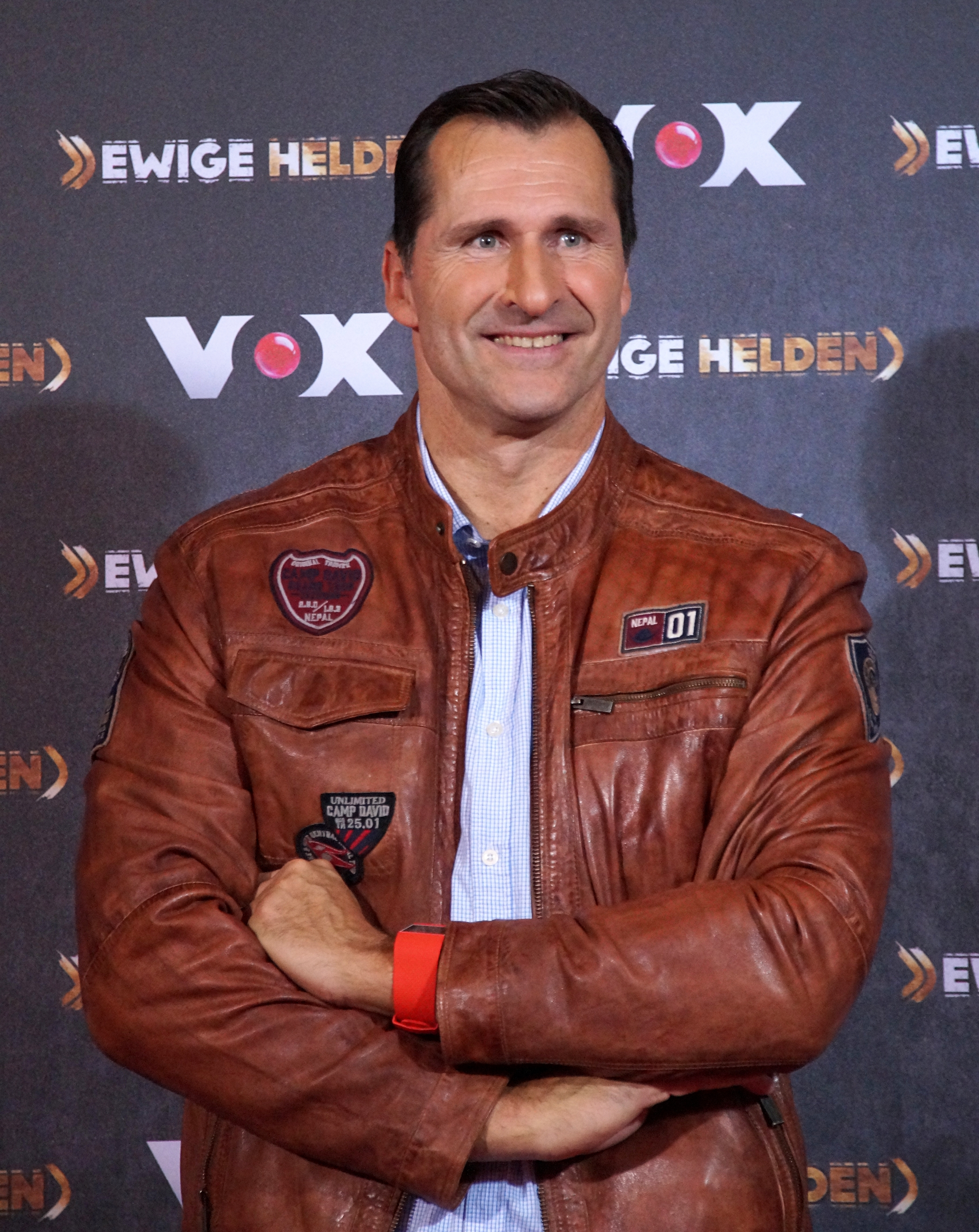
Rang neun für den fünffachen Weltmeister und Olympiasieger von 1996 Lars Riedel
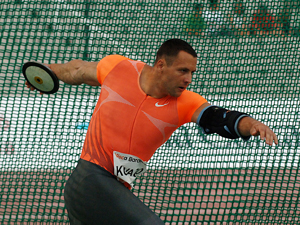
Zoltán Kővágó, 2004 Olympiazweiter, belegte Rang zehn
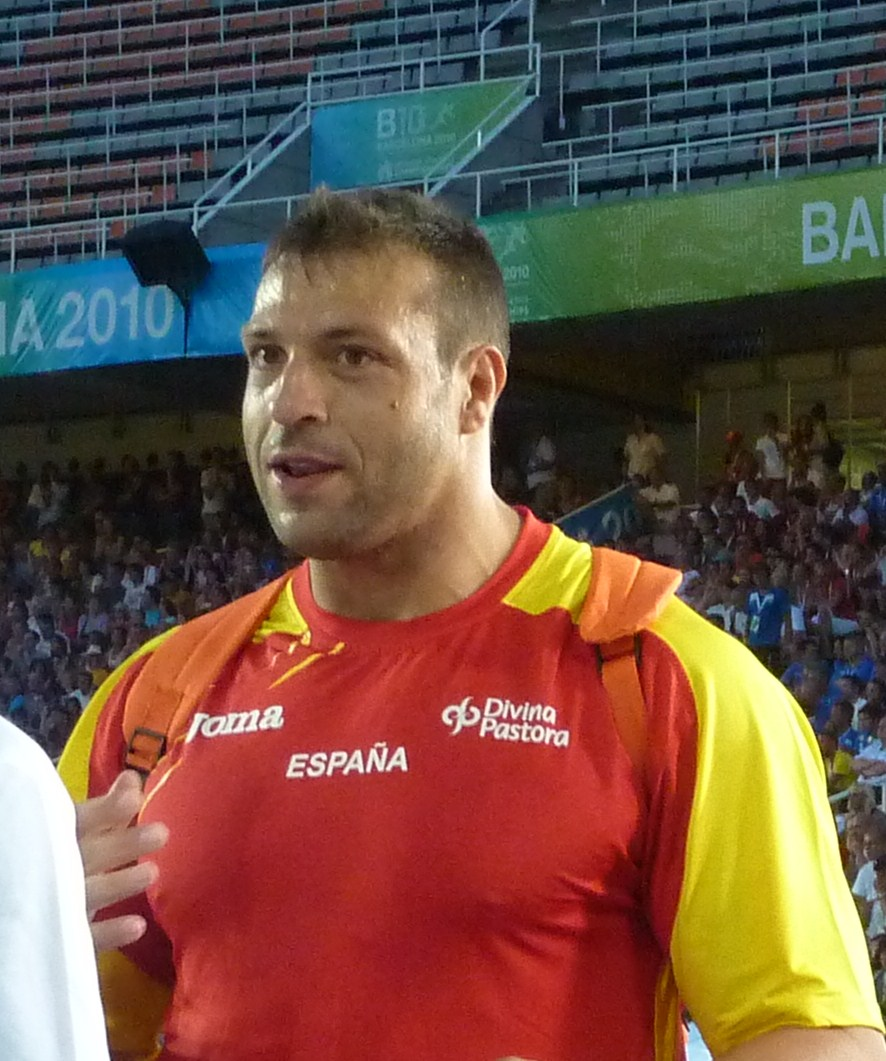
Der elftplatzierte Mario Pestano

## Video
- Discus Throw Mens Final IAAF World Championships 2005 Helsinki, youtube.com, abgerufen am 3. Oktober 2020